# زبان کنادا

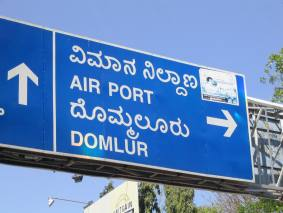
تابلویی به زبان‌های کنادا و انگلیسی.

کَنادا (در زبان کنادا: ಕನ್ನಡ، در انگلیسی: Kannada) یکی از زبان‌های دراویدی بزرگ در جنوب هند است. زبان کنادا زبان رسمی ایالت کرناتکه در هند است.
این زبان خط ویژه خود را دارد که به نام «خط کنادا» نامیده می‌شود و با داشتن حدود ۳۵ میلیون گویشور بیست و هفتمین زبان دنیا از نظر شمار گویشوران است.

## آمیختگی زبان کنادا با فارسی
در زبان کنادا ۶۱۴ واژه فارسی مانند اخروت (گردو)، انگور، آزمایشی، آزار، انجیر، اناج (غلات)، آبکاری، اندازه، آبرو، آیینه، آینده، آواز، هوایی، سرانجام و مانند آن‌ها وجود دارد.

## پراکندگی جغرافیایی
علاوه بر ایالت کرناتکه زبان کنادا در ایالت‌های آندرا پرادش، ماهاراشترا، تامیل نادو، کرالا و گوا نیز صحبت می‌شود. در خارج از هند نیز جوامع پرشماری از کنادا زبان‌ها در ایالات متحده، استرالیا، بریتانیا، عربستان سعودی، امارات، کانادا، مالزی و سنگاپور حضور دارند.